# آدریان بیانچی
آدریان بیانچی (انگلیسی: Adrián Bianchi؛ زادهٔ ۲۵ آوریل ۱۹۶۴) بازیکن فوتبال اهل آرژانتین است.
از باشگاه‌هایی که در آن بازی کرده‌است می‌توان به باشگاه فوتبال ولز سارسفیلد اشاره کرد.